# Siarczan żelaza(II)
Siarczan żelaza(II) (nazwa Stocka: siarczan(VI) żelaza(II), FeSO
4) – nieorganiczny związek chemiczny, sól żelaza i kwasu siarkowego.
Siarczan żelaza(II) otrzymuje się zwykle w wyniku bezpośredniego działania rozcieńczonego kwasu siarkowego na metaliczne żelazo.
Bezwodny siarczan żelaza(II) jest białą, krystaliczną substancją, rozkładającą się samorzutnie w kontakcie z powietrzem do wodorotlenku żelaza(III) i siarczanu żelaza(III). Bezwodny siarczan żelaza(II) jest silnie higroskopijny. Uwodniony siarczan żelaza(II) FeSO4·7H2O, zwany dawniej witriolem żelaza/żelaznym albo żelaznym/zielonym koperwasem, jest jasnozieloną krystaliczną substancją, która topi się w temperaturze 64 °C, w 90 °C przechodzi w monohydrat FeSO4·H2O, który w 327 °C uwalnia wodę i przechodzi do bezwodnego siarczanu żelaza.
Roztwór wodny siarczanu żelaza(II) ma odczyn kwaśny wskutek hydrolizy. Po zobojętnieniu wytrąca się osad wodorotlenku żelaza(II).
Siarczan żelaza(II) jest stosowany przy oznaczaniu gatunków grzybów. Używany jest także w analizie chemicznej oraz do otrzymywania soli Mohra, odpowiada za zabarwienie niektórych rodzajów cementu, oraz jest stosowany jako łatwo wchłanialna forma żelaza w medycynie.

## Użycie medyczne
Siarczan żelaza(II) stosowany jest jako źródło żelaza w celu uzupełnienia jego niedoboru.

### Działanie
Hydrolizujące sole, zawierające jony żelaza Fe2+ wchłaniane są łatwo z przewodu pokarmowego i stają się substratem do produkcji hemoglobiny i mioglobiny.

### Wskazania
- leczenie niedokrwistości z niedoboru żelaza

### Przeciwwskazania i działania niepożądane
Przeciwwskazania:
- nadwrażliwość na lek lub składniki preparatu
- hemochromatoza
- hemosyderoza
- niedokrwistość hemolityczna
- niedokrwistość aplastyczna
- niedokrwistość syderoachrestyczna
- marskość wątroby
- talasemia
- stany zapalne błony śluzowej przewodu pokarmowego
- nie stosować łącznie z poniższymi lekami:
  - tetracykliny
  - fluorochinolony
  - lewodopa
  - tyroksyna
  - metyldopa
  - sulfasalazyna
  - neomycyna
  - kolestipol
  - cholestyramina
  - allopurinol
- nie stosować łącznie z poniższymi pokarmami:
  - mleko i jego przetwory
  - jajka

Działanie niepożądane
- bóle brzucha
- biegunka
- zaparcie
- nudności
- brak łaknienia

### Przyjmowanie
Lek występuje w kroplach, podaje się go więc zmieszany z sokiem lub wodą, ewentualnie z posiłkiem (przy zaburzeniach żołądkowo-jelitowych), aczkolwiek przyjmowanie na czczo zwiększa wchłanianie żelaza (podobnie działa witamina C). Najlepiej pić przez słomkę, aby uniknąć przebarwienia zębów. Lek stosuje się przez 2–3 miesiące, aby uzupełnić tkankowe niedobory żelaza. W trakcie leczenia występuje czarne zabarwienie stolca. Dawkowanie określane jest przez lekarza.

### Dostępne preparaty
- Ferro-Gradumet
- Hemofer prolongatum
- Hemofer F prolongatum (dodatkowo zawiera kwas foliowy)
- Sorbifer Durules
- Tardyferon
- Tardyferon-Fol (dodatkowo zawiera kwas foliowy)